# Las Misiones, Mexiko
Las Misiones är en ort i Mexiko.   Den ligger i kommunen Uriangato och delstaten Guanajuato, i den centrala delen av landet, 230 km väster om huvudstaden Mexico City. Las Misiones ligger 1 808 meter över havet och antalet invånare är 728.
Terrängen runt Las Misiones är varierad. Runt Las Misiones är det ganska tätbefolkat, med 248 invånare per kvadratkilometer. Närmaste större samhälle är Uriangato, 2,6 km sydväst om Las Misiones. I omgivningarna runt Las Misiones växer huvudsakligen savannskog.